# جبل أولدر بارك
جبل أولدر بارك، هو جبل يقع في جبال كاتسكيل بنيويورك شرق - جنوب شرق لانيسيفيل. يقع التوأم الجبل من الشرق إلى الشمال الشرقي، ويقع جبل صخري صغير غرب جبل أولدر بارك.